# Wesley Saïd
Wesley Saïd (Noisy-le-Grand, 19 de novembro de 1995) é um futebolista profissional francês que atua como atacante.

## Carreira
Wesley Saïd começou a carreira no Rennes.